# Comté de Gibson (Indiana)
Pour les articles homonymes, voir Comté de Gibson et Gibson.
Le comté de Gibson (anglais : Gibson County) est un comté de l'État de l'Indiana, aux États-Unis. Il comptait 42 100 habitants en 2000. Son siège est Princeton.